# Max Heindel
Max Heindel (født Carl Louis von Grasshoff d. 23. juli 1865 i Aarhus og død 6. januar 1919 i Californien) var en dansk astrolog og mystiker, der beskæftigede sig meget med det okkulte. Umiddelbart kendes intet han har skrevet på dansk, men han nåede at udgive mange bøger, hæfter og artikler på engelsk.